# Carguizoi
Carguizoi es un lugar español situado en la parroquia de Tioira, del municipio de Maceda, en la provincia de Orense, Galicia.

## Localización
Se encuentra a 30 km de Orense, con la que se comunica por la carretera OU-536, y a 5 de Maceda por la OU-0107.

## Demografía
| Gráfica de evolución demográfica de Carguizoi entre 2000 y 2022 |
|                                                                 |
| Datos según el nomenclátor publicado por el INE.                |

## Festividades
El 16 de agosto se celebra la fiesta de San Roque, el patrón de la parroquia, y el fin de semana anterior al Entroido se celebra la fiesta popular llamada Fiadeiro, donde vecinos, músicos y gente de todas partes se reúnen para disfrutar del Entroido tradicional, de la buena comida y de la música gallega con gaitas y panderetas, una celebración que cada año atrae a más visitantes.